# Проституция в Руанде
Проституция в Руанде — незаконна, причём уголовной ответственности подлежат,  в соответствии с Уголовным кодексом страны (статья 205, 2012 год), и проститутки, и клиенты, и любые причастные к проституции третьи лица (сутенёры, владельцы публичных домов и другие). Однако проект нового Уголовного кодекса, не запрещающего проституцию был представлен на обсуждение в парламенте Руанды в 2017 году.
Причиной, вынуждающей многих женщин заниматься проституцией, является крайняя бедность. В 2012 году в стране насчитывалось 12 278 секс-работников. Считается, что 45,8 % секс-работников в Руанде инфицированы ВИЧ.
В 2018 году «Управлением Госдепартамента США по мониторингу и борьбе с торговлей людьми» Руанда была определена, как страна с промежуточным рейтингом правительства по борьбе с торговлей людьми —«уровня» 2, на 2023 год положение не изменилось.

## Обзор
Хотя проституция незаконна, она широко распространена в городах, особенно в столице страны Кигали. Многие проститутки работают из баров. Клиенты, которые ищут проституток, как правило, сидят за барной стойкой. Значительное число студентов университетов используют проституцию, чтобы увеличить свой доход.
Проститутки страдают от домогательств со стороны полиции.
23 сентября 2006 года министр по делам женщин и семьи Валерия Ньирахабинеза приказала проституткам в Руанде прекратить продажу секса, пригрозив судом, из-за того, что проституция стала основной причиной ВИЧ в Руанде. В марте 2007 года президент Поль Кагаме в своей речи призвал к искоренению проституции в Руанде. Он заявил: «Это не является частью пути развития Руанды, и поэтому это необходимо остановить».
Комиссия по правовой реформе Руанды начала пересмотр уголовного законодательства в 2015 году, пытаясь отменить запрет на проституцию. В проекте Уголовного кодекса остался запрет на принудительную проституцию. Парламент начал обсуждение проекта Уголовного кодекса в ноябре 2017 года.

## Правовая ситуация
Проституции касается Раздел 4 Уголовного кодекса.
- Статья 204: Определение проституции
- Статья 205. Обязанности проститутки

Любое лицо, занимающееся проституцией, должно в течение периода, не превышающего одного года, выполнять одно или несколько из следующих обязательств:
1° не покидать территориальные пределы, установленные Судом;
2-е не посещать определённые места, определённые судом;
3° подвергаться мерам наблюдения;
4° обращаться за медицинской помощью;
5° периодически отчитываться перед административными службами или органами, определёнными судом.
Лицо, нарушающее любое из обязательств по пунктам 1-5 настоящей статьи, подлежит наказанию в виде лишения свободы на срок от трёх до шести  месяцев. Если лицо впоследствии занимается проституцией в соответствии с пунктом 2 настоящей статьи, наказывается лишением свободы на срок от шести месяцев до двух лет и штрафом в размере от 50  до 500 тыс. руандийских франков. Наказания в соответствии с пунктом 2 настоящей статьи также применяются к любому лицу, уличенному в половом сношении с проституткой.
Подраздел 2: Подстрекательство к проституции
- Статья 206. Поощрение, подстрекательство или манипулирование лицом в целях занятия проституцией
- Статья 207: Препятствование попыткам реабилитации проституток
- Статья 208. Реклама содействия проституции

Подраздел 3: Эксплуатация проституции
- Статья 209. Содержание, управление или инвестирование в публичный дом
- Статья 210. Раздел доходов от проституции.
- Статья 211. Раздел доходов от проституции ребёнком
- Статья 212. Пособничество, подстрекательство и защита проституции.
- Статья 213. Предоставление возможности для занятия проституцией

Подраздел 4: Отягчающие обстоятельства
- Статья 214. Отягчающие обстоятельства преступления, связанного с занятием проституцией

## Серийные убийства проституток 2012 года
В период с июля по август 2012 года в Кигали было убито несколько женщин, в основном проституток. Общее количество жертв по разным данным составляло пятнадцать — восемнадцать человек. Неизвестного убийцу прозвали «африканским Джеком-потрошителем».
В ноябре 2012 года сообщалось, что восемь человек были арестованы и что один из них признался в убийствах.

## Секс-торговля
Руанда является страной происхождения, транзита и, в меньшей степени, страной назначения для женщин и детей, ставших предметом торговли в целях сексуальной эксплуатации. Местом эксплуатации, в том числе и несовершеннолетних, являются отели, иногда при содействии владельцев отелей. Местные правозащитные группы выделяли в группу риска работу в качестве домашней прислуги, впоследствии забеременевшие незамужние девушки подвергались сексуальной эксплуатации. Жители Руанды становятся объектами торговли людьми в целях сексуальной эксплуатации в Африке и по всему миру.
Основные страны назначения:
- в Африке — Уганда, ДРК и другие части Восточной Африки
- в мире — Китай, в прошлом — Южная Африка, Малайзия, США и Европа.

Беженцы из Бурунди и ДРК, по-прежнему очень уязвимы для торговли людьми в Руанде или подвергаются эксплуатации в третьих странах после транзита через Руанду.
По данным международной организации, с 2015 года наблюдается рост торговли бурундийскими мальчиками и девочками в целях сексуальной эксплуатации через Руанду в третьи страны (основная страна назначения — Уганда. Кроме того, по сообщениям, в 2015 году девочки-беженцы в конголезском лагере беженцев стали жертвами торговли людьми в целях сексуальной эксплуатации .